# Monsieur de Sainte-Colombe
Monsieur de Sainte-Colombe (le père / der Ältere) (* um 1640; † zwischen 1690 und 1700) war ein berühmter französischer Gambist und Komponist des Barock, dessen vollständiger Name dennoch nicht sicher bekannt ist.

## Leben und Schaffen
Die tatsächliche Identität Sainte-Colombes konnte bisher nicht eindeutig geklärt werden. Neueste Forschungsergebnisse legen jedoch nahe, dass er zumindest eine Zeit lang in Paris gelebt und gelehrt hat, sein Vorname Jean gewesen sein könnte und der Theorbist Nicolas Hotman sein wohl nicht einziger Lehrer war.
Ansonsten ist wenig über ihn bekannt, da kaum zeitgenössische Quellen erhalten sind. Genaue Geburts- und Sterbedaten fehlen ebenso wie Angaben zum Geburts- und Sterbeort. Dennoch gilt er als einer der begnadetsten Gambisten seiner Zeit. Sein Schüler Jean Rousseau bezeichnete sein Spiel als „perfekt“. Sein Schüler Marin Marais schuf 1701 mit der Komposition „Tombeau pour Monsieur de Sainte-Colombe“ einen musikalischen Nachruf auf seinen Lehrer.
Sainte-Colombe wird die Hinzufügung der siebten Saite (Kontra-A) zur Bassgambe, dem wichtigsten Soloinstrument aus der Familie der Gamben, zugeschrieben; damit erhielt das Instrument einen größeren Tonumfang und mehr Ausdrucksvermögen.

### Schüler
Sainte-Colombe war Lehrer von Marin Marais, der später Solo-Gambist am Hofe des „Sonnenkönigs“ Ludwig XIV. wurde. Darüber hinaus unterrichtete er Danoville, Jean Desfontaines, Pierre Méliton, und Jean Rousseau.

### Werke
Erhalten gebliebene Werke Sainte-Colombes (u. a. 67 „Concerts à deux violes esgales“ und sechs „Suites pour basse de viole seule“) lassen die Virtuosität seines Spiels erahnen.

## Nachkommen
Sainte-Colombe hatte mindestens zwei Töchter (Françoise und Brigide), die er höchstwahrscheinlich selbst unterrichtete und mit denen er gelegentlich zuhause gemeinsame Konzerte gab. Darüber hinaus hatte er auch einen Sohn, bekannt als Monsieur de Sainte-Colombe der Jüngere, der später in Großbritannien ebenfalls als Gambist tätig war.

## Filmische Bearbeitung
1991 drehte der französische Regisseur Alain Corneau den Film Die siebente Saite (Originaltitel: Tous les matins du monde) nach dem gleichnamigen Roman von Pascal Quignard mit Jean-Pierre Marielle in der Rolle des Sainte-Colombe, Gérard Depardieu in der des alten und Guillaume Depardieu in der des jungen Marin Marais. Die vielgelobte Musik zu diesem Film spielte der katalanische Gambist Jordi Savall mit seinem Ensemble Le Concert des Nations ein.